# 青森実子保険金殺人事件
青森実子保険金殺人事件（あおもりじっしほけんきんさつじんじけん）とは、1972年（昭和47年）に青森県青森市で発生した、生命保険の詐取を目的としてひき逃げ事故を装った保険金殺人事件である。またこの事件の首謀者は被害者の実父であり、実行犯に委託殺人を依頼して犯行に及んだ。

## 事件の背景
首謀者の実父は板金塗装会社を経営していたが、経営が不振に陥り、多額の借金を抱え保険金詐欺の計画を立案するに至った。

## 事件の経緯
1972年（昭和47年）8月28日午後8時12分頃、青森県青森市三内稲元の市道で、近くに住むA男（首謀者）が、実娘の長女B子（当時小学4年生）と二女C子の手を引いて道路左側を歩いていたところ、後ろから来た乗用車にB子がはねられ即死した。
しかし青森署が捜査したところ、現場にブレーキをかけた気配が全く認められなかったのと、A男の家庭事情を調べた結果、事故より少し前の8月10日にA男がB子に400万円の簡易保険をかけていたほか、それ以前の5月22日には他社に1700万円の生命損害保険を契約していたことが判明、ひき逃げ事故に見せかけた委託殺人の疑いが出てきた。同署は刑事一課を総動員してA男の身辺捜査とともにA男の友人関係を内偵した結果、D男（実行犯）とE男の2人が浮かんだ。さらにD男が酒に酔って知人に「子供をひき殺した」と口をすべらせたことを聞き込んだ。このため同署は9月3日午前10時過ぎにA男とD男を呼んで調べたところ犯行を自供し事件が明るみに出た。
供述によると、A男は100万円以上の借金をかかえ倒産。事業立て直しを図るため、B子に多額の生命保険をかけて殺そうと計画、失業して労働者として働いてたときにD男とE男と知り合い、殺人を依頼した。3人で計画を立てた8月23日に、D男が同市長島3丁目の路上に駐車してあった乗用車を盗み、同市三内の第二中央自動車学校裏に隠しておいた。そして28日にD男が犯行を実行し、現場から約4km離れた市営ゴミ焼却場裏の農道草むらに車を乗り捨て、近くに待機してたE男のバイクに相乗りし自宅に帰った。

## その後
被害者であるB子を悼び、事件現場の近くにある青森市三内稲元の三内共同墓地の入口付近に供養地蔵が建立されている。